# Impala (Album)
Impala ist das zweite Musikalbum von Jason Molinas Band Songs: Ohia.

## Veröffentlichung
Das Album wurde am 1. April 1998 sowohl von Secretly Canadian als auch von Happy Go Lucky jeweils auf CD und LP veröffentlicht. Die Happy-Go-Lucky-CD weist jedoch nur zwölf Titel auf, die LP sowie beide Veröffentlichungen von Secretly Canadian besitzen alle 13 Titel. Die Happy-Go-Lucky-Veröffentlichungen tragen die Bestellnummer HAPPY14 und sind beide out of print, die Secretly-Canadian-Veröffentlichungen tragen beide die Bestellnummer SC017, wobei die LP auch out of print ist.

## Titelliste
Alle Texte wurden von Jason Molina verfasst.
| #  | Titel                            | Länge |
| -- | -------------------------------- | ----- |
| 1  | An Ace Unable to Change          | 7:46  |
| 2  | Easts Heart Divided              | 2:13  |
| 3  | This Time Anything Finite at All | 3:59  |
| 4  | Hearts Newly Arrived             | 3:33  |
| 5  | The Mornings Reputations         | 2:53  |
| 6  | One of Those Uncertain Hands     | 1:18  |
| 7  | A Humble Cause Again             | 2:08  |
| 8  | The Rules of Absence             | 2:25  |
| 9  | Just What Can Last               | 4:34  |
| 10 | Program: The Mask                | 2:15  |
| 11 | Structuring: Necessity           | 2:44  |
| 12 | Separations: Reminder            | 2:47  |
| 13 | Program and Disjunction          | 3:11  |